# Аспамітра
Аспамітра (або Мітрідат ; страчений в 464 до н. е.) - євнух, учасник змови проти перського царя Ксеркса I в 465 до н. е.
Ім'я Аспамітри, яке наводить Ктесій Кнідський, має мітраморфний характер і, відповідно, на думку дослідника В. П. Орлова могло бути пов'язане з поклонінням божеству Мітрі. Діодор Сіцилійський називає ім'я Мітрідат.
За даними історичних джерел, Аспамітра був євнухом, під впливом якого до кінця життя перебував Ксеркс I. Наприкінці його правління в державі Ахеменідів зросла невдоволення діяльністю царя через серйозні військові невдачі, що проводилася нетолерантною релігійною політикою, що настав у країні голоду і зміщення з постів низки державних чиновників. За свідченнями Ктесія Кнідського та Діодора Сицилійського, Аспамітра разом із начальником гірканцем Артабаном організував змову, внаслідок якої п'ятдесятип'ятирічний цар був убитий у своїй спальні — у серпні 465 року до н. е. У свою чергу Марк Юніан Юстін повідомляв лише про Артабана, а за твердженням Клавдія Еліана Ксеркса вбив його власний син. Змовники звинуватили у події старшого сина Ксеркса Дария , який був страчений за наказом молодшого брата Артаксеркса I, який вступив на престол. Після цього Артабан спробував повалити самого Артаксеркса, проте зазнав невдачі. У 464 до н. е. він і Аспамітра, а також їх родичі та прихильники було вбито. За Ктесієм, Аспамітря був підданий каритної страти.